# Christian Chukwu
Christian Chukwu (ur. 4 stycznia 1951, zm. 12 kwietnia 2025) – nigeryjski piłkarz i trener piłkarski. W latach 70. i 80. był zawodnikiem klubu Enugu Rangers oraz kapitanem reprezentacji Nigerii, z którą w 1980 roku zdobył pierwszy w historii Puchar Narodów Afryki.
Po zakończeniu kariery sportowej rozpoczął przygodę szkoleniową. Pracował w kilku nigeryjskich klubach, a w latach 1998–2000 był selekcjonerem reprezentacji Kenii. W 2002 roku, po Mundialu, objął stery drużyny narodowej Nigerii. Niespodziewanie reprezentacja przegrała eliminacje do mistrzostw świata 2006 z Angolą i pierwszy raz od 1994 roku zabrakło jej na światowym czempionacie. Chukwu podał się do dymisji po zakończeniu kwalifikacji, w listopadzie 2005 roku.